# Argemon

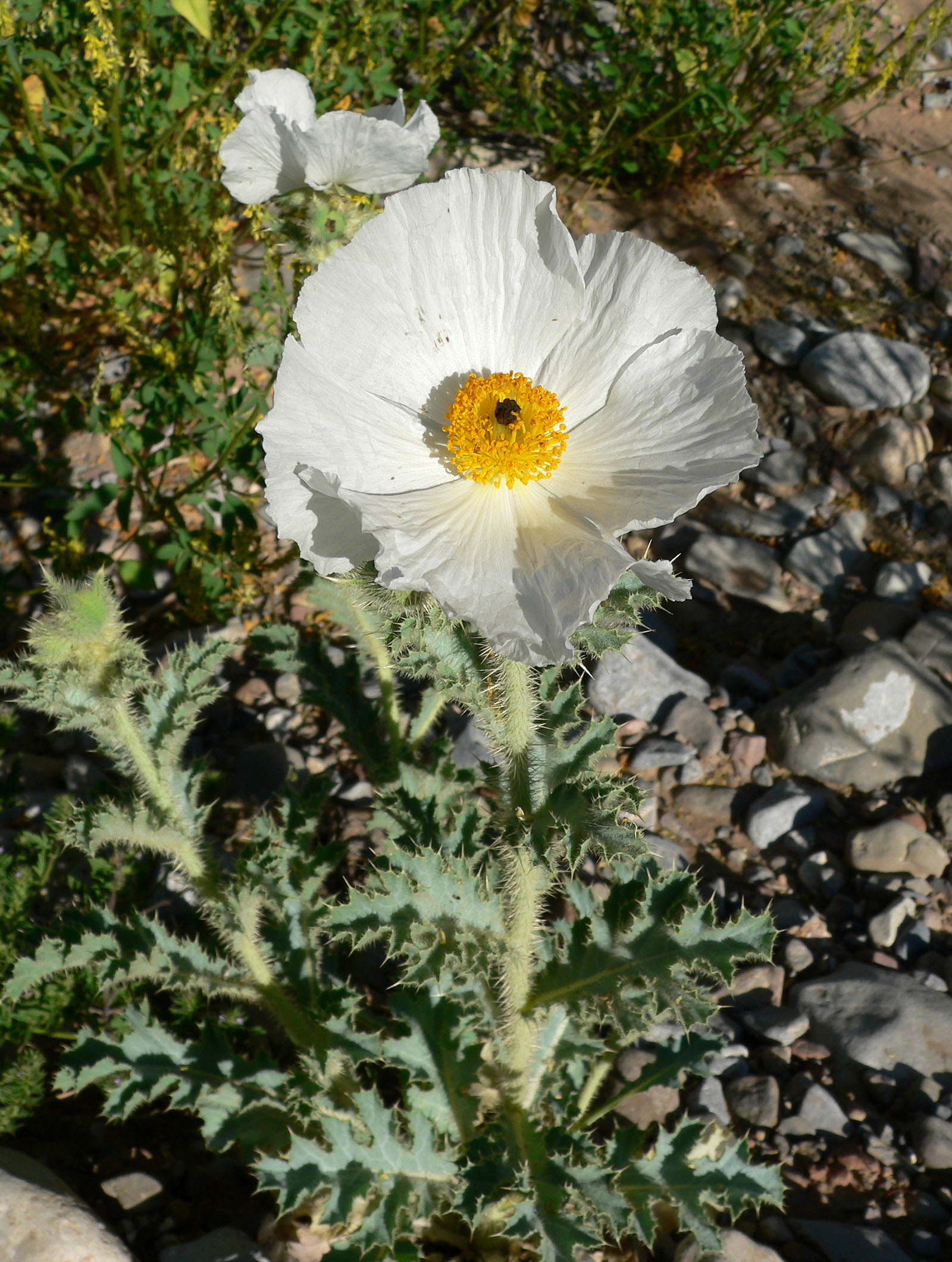
Argemone munita

Argemon (Argemone L.) – rodzaj roślin z rodziny makowatych. Należą do niego 33 gatunki. Zasięg rodzaju obejmuje środkową i południową część Ameryki Północnej, zachodnią i południową część Ameryki Południowej oraz Hawaje. Niektóre gatunki zostały poza tym introdukowane do pozostałych części kontynentów amerykańskich oraz na wszystkie inne kontynenty w strefie klimatu umiarkowanego i tropikalnego. 
Rośliny z białym, żółtym lub pomarańczowym sokiem mlecznym. Zawierają alkaloidy. Rośliny bywają wykorzystywane jako lecznicze i ozdobne. Z nasion Argemone mexicana pozyskuje się olej.

## Morfologia
PokrójJednoroczne lub trwałe rośliny zielne, czasem drewniejące, z korzeniem palowym.
LiścieSkrętoległe, siedzące. Liście odziomkowe tworzą rozetę. Blaszka liściowa niepodzielona lub głęboko pierzasto podzielona; sina, często plamista wzdłuż żyłek, naga lub owłosiona. Brzeg blaszki ząbkowaty, każdy ząbek zakończony jest kolcem.
KwiatyOkazałe, wyrastają skupione po kilka lub pojedynczo na szczycie łodygi. Działki kielicha 2-3, nagie lub kolczaste. Płatków korony jest 6, w dwóch okółkach po 3. Pręciki liczne, powyżej 20. Krótki słupek złożony z 2-5 (rzadko 7) owocolistków. Zalążnia jednokomorowa.
OwoceTorebki, zwykle kolczaste. Nasiona liczne, drobne.

## Systematyka
Pozycja systematyczna według Angiosperm Phylogeny Website (aktualizowany system APG IV z 2016)
Rodzaj z plemienia Papavereae, podrodziny Papaveroideae, rodziny makowatych Papaveraceae, do rzędu jaskrowców (Ranunculales) i wraz z nim do okrytonasiennych.
Lista gatunków
- Argemone aenea Ownbey
- Argemone albiflora Hornem.
- Argemone arida Rose
- Argemone arizonica Ownbey
- Argemone aurantiaca Ownbey
- Argemone brevicornuta Ownbey
- Argemone burkartii Sorarú
- Argemone chisosensis Ownbey
- Argemone corymbosa Greene
- Argemone crassifolia Ownbey
- Argemone echinata Ownbey
- Argemone fruticosa Thurb. ex A.Gray
- Argemone glauca (Nutt. ex Prain) Pope
- Argemone gracilenta Greene
- Argemone grandiflora Sweet – argemon wielkokwiatowy[8]
- Argemone hispida A.Gray
- Argemone hunnemannii A.Dietr.
- Argemone × hybrida R.Otto & Verloove
- Argemone mexicana L. – argemon meksykański[8]
- Argemone munita Durand & Hilg.
- Argemone ochroleuca Sweet
- Argemone parva (S.L.Welsh) N.H.Holmgren & P.K.Holmgren
- Argemone pinnatisecta (G.B.Ownbey) S.D.Cerv. & C.D.Bailey
- Argemone platyceras Link & Otto
- Argemone pleiacantha Greene
- Argemone polyanthemos (Fedde) Ownbey
- Argemone rosea Hook.
- Argemone sanguinea Greene
- Argemone squarrosa Greene
- Argemone subalpina A.McDonald
- Argemone subfusiformis Ownbey
- Argemone subintegrifolia Ownbey
- Argemone superba Ownbey
- Argemone turnerae A.M.Powell